# Lukas Nmecha
Lukas Nmecha (Amburgo, 14 dicembre 1998) è un calciatore tedesco con cittadinanza inglese, attaccante del Leeds Utd.

## Biografia
Suo fratello minore Felix è anch'egli un calciatore.

## Caratteristiche tecniche
È un centravanti ambidestro, dotato di una buona velocità, che può essere impiegato anche da ala.

## Carriera

### Club

#### Manchester City e prestiti
Cresciuto nel settore giovanile del Manchester City, ha esordito con la maglia dei Citizens il 19 dicembre 2017 disputando l'incontro di English Football League Cup vinto ai rigori contro il Leicester City. Il 9 aprile 2018 ha debuttato anche in Premier League subentrando nei minuti finali a Yaya Touré in occasione del match casalingo vinto 3-1 contro il Brighton.
IL 9 agosto dello stesso anno passa in prestito annuale al Preston N.E., club inglese militante in Championship (seconda serie inglese). Il 3 agosto 2019 viene ceduto a titolo temporaneo ai tedeschi del Wolfsburg; il 3 gennaio 2020 si trasferisce, sempre in prestito, al Middlesbrough.
Terminato il prestito al Boro, il 20 agosto 2020 viene ceduto nuovamente a titolo temporaneo, questa volta ai belgi dell'Anderlecht.

#### Ritorno al Wolfsburg
Il 16 luglio 2021 ritorna al Wolfsburg a titolo definitivo, firmando un contratto fino al 2025.
Leeds United
Il 15 giugno 2025 viene annunciato il suo passaggio agli inglesi del Leeds United a partire dal 1° luglio successivo.

### Nazionale
Nato ad Amburgo da genitori nigeriani, è cresciuto in Inghilterra, acquisendone la cittadinanza. Dopo aver percorso la trafila delle nazionali giovanili inglesi, il 15 marzo 2019 ha scelto di optare per la Germania. È stato convocato dalla nazionale Under-21 tedesca per disputare il Campionato europeo di calcio Under-21 2019.
Convocato dalla nazionale Under-21 tedesca per disputare il Campionato europeo di calcio Under-21 2021, segna nella prima partita del girone contro l'Ungheria, contribuendo al 3-0 finale, e firma il pareggio nella seconda partita del girone contro l'Olanda per l'1-1 finale. Nella terza partita del girone contro la Romania fallisce il calcio di rigore decisivo al 72º della sfida che terminerà 0-0 e condannerà la sua nazionale al secondo posto.
Nei successivi quarti di finale sigla il gol dell'1-1 contro la Danimarca e ai calci di rigore, dopo il 2-2 dei tempi supplementari, sigla il suo rigore che contribuisce in modo decisivo al passaggio del turno dei tedeschi.
In semifinale contro l'Olanda serve l'assist per il gol del vantaggio di Florian Wirtz e in finale contro il Portogallo sigla il gol decisivo che permette ai tedeschi di vincere il torneo.
Il 5 novembre 2021 riceve la prima convocazione dalla nazionale maggiore tedesca. Esordisce 6 giorni dopo in occasione del successo per 9-0 contro il Liechtenstein.

## Statistiche

### Presenze e reti nei club
Statistiche aggiornate al giugno 2020.
| Stagione         | Squadra          | Campionato       | Campionato | Campionato | Coppe nazionali | Coppe nazionali | Coppe nazionali | Coppe continentali | Coppe continentali | Coppe continentali | Altre coppe | Altre coppe | Altre coppe | Totale | Totale | Totale |
| Stagione         | Squadra          | Comp             | Pres       | Reti       | Comp            | Pres            | Reti            | Comp               | Pres               | Reti               | Comp        | Pres        | Reti        | Pres   | Reti   |        |
| ---------------- | ---------------- | ---------------- | ---------- | ---------- | --------------- | --------------- | --------------- | ------------------ | ------------------ | ------------------ | ----------- | ----------- | ----------- | ------ | ------ | ------ |
| 2017-2018        | Manchester City  | PL               | 2          | 0          | FACup+CdL       | 0+1             | 0               | UCL                | -                  | -                  | -           | -           | -           | 3      | 0      |        |
| 2018-2019        | Preston N.E.     | FLC              | 41         | 4          | FACup+CdL       | 1+2             | 0               | -                  | -                  | -                  | -           | -           | -           | 44     | 4      |        |
| 2019-gen. 2020   | Wolfsburg        | BL               | 6          | 0          | CG              | 1               | 0               | UEL                | 5                  | 0                  | -           | -           | -           | 12     | 0      |        |
| gen.-giu. 2020   | Middlesbrough    | FLC              | 11         | 0          | FACup+CdL       | 2+0             | 0               | -                  | -                  | -                  | -           | -           | -           | 13     | 0      |        |
| 2020-2021        | Anderlecht       | JPL              | 31+6       | 14+4       | CB              | 4               | 3               | -                  | -                  | -                  | -           | -           | -           | 41     | 21     |        |
| 2021-2022        | Wolfsburg        | BL               | 25         | 8          | CG              | 1               | 0               | UCL                | 5                  | 2                  | -           | -           | -           | 31     | 10     |        |
| 2022-2023        | Wolfsburg        | BL               | 16         | 4          | CG              | 2               | 0               |                    | -                  | -                  | -           | -           | -           | 18     | 4      |        |
| 2023-2024        | Wolfsburg        | BL               | 3          | 1          | CG              | 1               | 1               | -                  | -                  | -                  | -           | -           | -           | 4      | 2      |        |
| Totale Wolfsburg | Totale Wolfsburg | Totale Wolfsburg | 50         | 13         |                 | 5               | 1               |                    | 10                 | 2                  |             | -           | -           | 65     | 16     |        |
| Totale carriera  | Totale carriera  | Totale carriera  | 141        | 35         |                 | 15              | 4               |                    | 10                 | 2                  |             | -           | -           | 166    | 41     |        |

### Cronologia presenze e reti in nazionale
| Cronologia completa delle presenze e delle reti in nazionale ― Germania | Cronologia completa delle presenze e delle reti in nazionale ― Germania | Cronologia completa delle presenze e delle reti in nazionale ― Germania | Cronologia completa delle presenze e delle reti in nazionale ― Germania | Cronologia completa delle presenze e delle reti in nazionale ― Germania | Cronologia completa delle presenze e delle reti in nazionale ― Germania | Cronologia completa delle presenze e delle reti in nazionale ― Germania | Cronologia completa delle presenze e delle reti in nazionale ― Germania |
| Data                                                                    | Città                                                                   | In casa                                                                 | Risultato                                                               | Ospiti                                                                  | Competizione                                                            | Reti                                                                    | Note                                                                    |
| ----------------------------------------------------------------------- | ----------------------------------------------------------------------- | ----------------------------------------------------------------------- | ----------------------------------------------------------------------- | ----------------------------------------------------------------------- | ----------------------------------------------------------------------- | ----------------------------------------------------------------------- | ----------------------------------------------------------------------- |
| 14-11-2021                                                              | Wolfsburg                                                               | Germania                                                                | 9 – 0                                                                   | Liechtenstein                                                           | Qual. Mondiali 2022                                                     | -                                                                       | 46’                                                                     |
| 14-11-2021                                                              | Erevan                                                                  | Armenia                                                                 | 1 – 4                                                                   | Germania                                                                | Qual. Mondiali 2022                                                     | -                                                                       | 60’                                                                     |
| 26-3-2021                                                               | Sinsheim                                                                | Germania                                                                | 2 – 0                                                                   | Israele                                                                 | Amichevole                                                              | -                                                                       | 80’                                                                     |
| 29-3-2021                                                               | Amsterdam                                                               | Paesi Bassi                                                             | 1 – 1                                                                   | Germania                                                                | Amichevole                                                              | -                                                                       | 81’                                                                     |
| 11-6-2022                                                               | Budapest                                                                | Ungheria                                                                | 1 – 1                                                                   | Germania                                                                | UEFA Nations League 2022-2023 - 1º turno                                | -                                                                       | 85’                                                                     |
| 14-6-2022                                                               | Mönchengladbach                                                         | Germania                                                                | 5 – 2                                                                   | Italia                                                                  | UEFA Nations League 2022-2023 - 1º turno                                | -                                                                       | 75’                                                                     |
| 23-9-2022                                                               | Lipsia                                                                  | Germania                                                                | 0 – 2                                                                   | Ungheria                                                                | UEFA Nations League 2022-2023 - 1º turno                                | -                                                                       | 85’                                                                     |
| Totale                                                                  |                                                                         | Presenze                                                                | 7                                                                       |                                                                         | Reti                                                                    | 0                                                                       |                                                                         |

## Palmarès

### Nazionale
- Campionato d'Europa Under-19: 1

Inghilterra: Georgia 2017
- Campionato d'Europa Under-21: 1

Germania: Ungheria-Slovenia 2021

### Individuale
- Capocannoniere dell'Europeo Under-21: 1

Ungheria-Slovenia 2021 (5 gol)
- Squadra del torneo degli Europei Under-21: 1

Ungheria-Slovenia 2021